# 小西灣綜合大樓

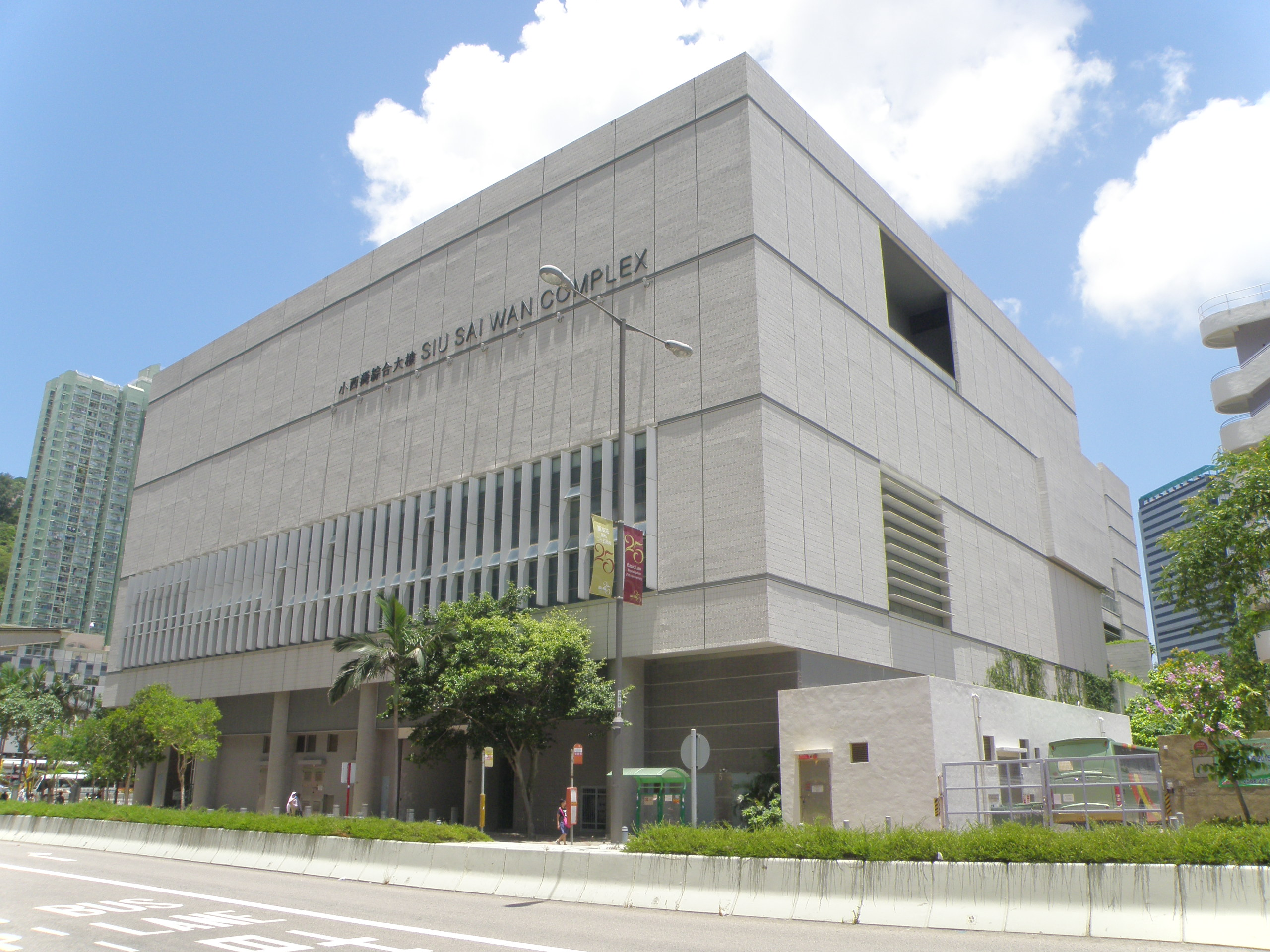
小西灣綜合大樓東面

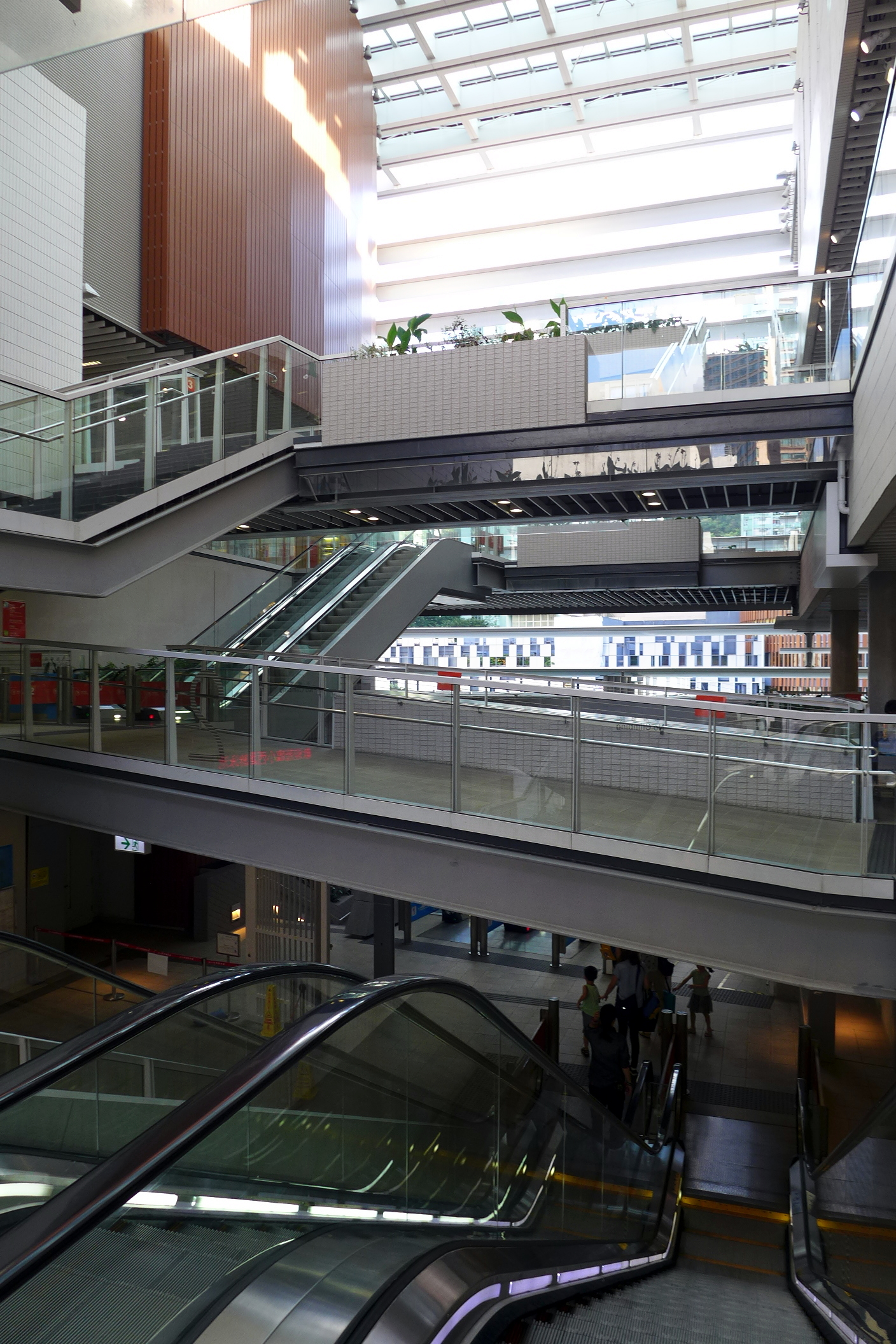
小西灣綜合大樓中庭，採用自然通風設計

小西灣綜合大樓（英語：Siu Sai Wan Complex）是香港一座多用途市政大樓，位於香港島東區小西灣小西灣道15號，毗鄰福建中學、中華基金中學、小西灣道及富怡道的交界位置，佔地4,400平方米，於2011年7月啟用，乃香港市區首座以綜合大樓而非市政大廈命名的同類型建築物。大樓由呂元祥建築師事務所設計。

## 歷史
小西灣的人口自1985年急增，現時為東區人口最多的地區之一。就此，東區區議會提議在小西灣興建小西灣市政大廈，以解決小西灣公共設施不足的問題，選址於小西灣巴士總站北站舊址。此計劃於《2005至2006年度香港行政長官施政報告》中列為比較優先處理的項目。到2007年，在東區區議會會議上討論。
項目總承建商為中國建築工程（香港）有限公司，至2010年11月，計劃工程基本完成。
2011年6月22日，小西灣公共圖書館啟用。大樓於2011年7月4日啟用，開幕儀式於同年8月28日由時任民政事務局局長曾德成主持。

## 設施
地下
小西灣社區會堂：面積達1,070平方米，包括禮堂、舞台、舞台會議室、會議室及男女化妝間，由東區民政事務處管理。
- 小西灣公共圖書館：屬於小型圖書館級別，包括成人圖書館、兒童圖書館及報刊閱覽部等，館藏約54,000項。

一樓
- 小西灣游泳池：包括兩座室內暖水訓練池（25m x 10m、25m x 25m）及看台[7]。

2樓至4樓
- 小西灣體育館：包括多用途主場（8座羽毛球場或者2座籃球場／排球場）、乒乓球室（12張球桌）、兩個多用途活動室及兒童遊樂室。

## 圖片集

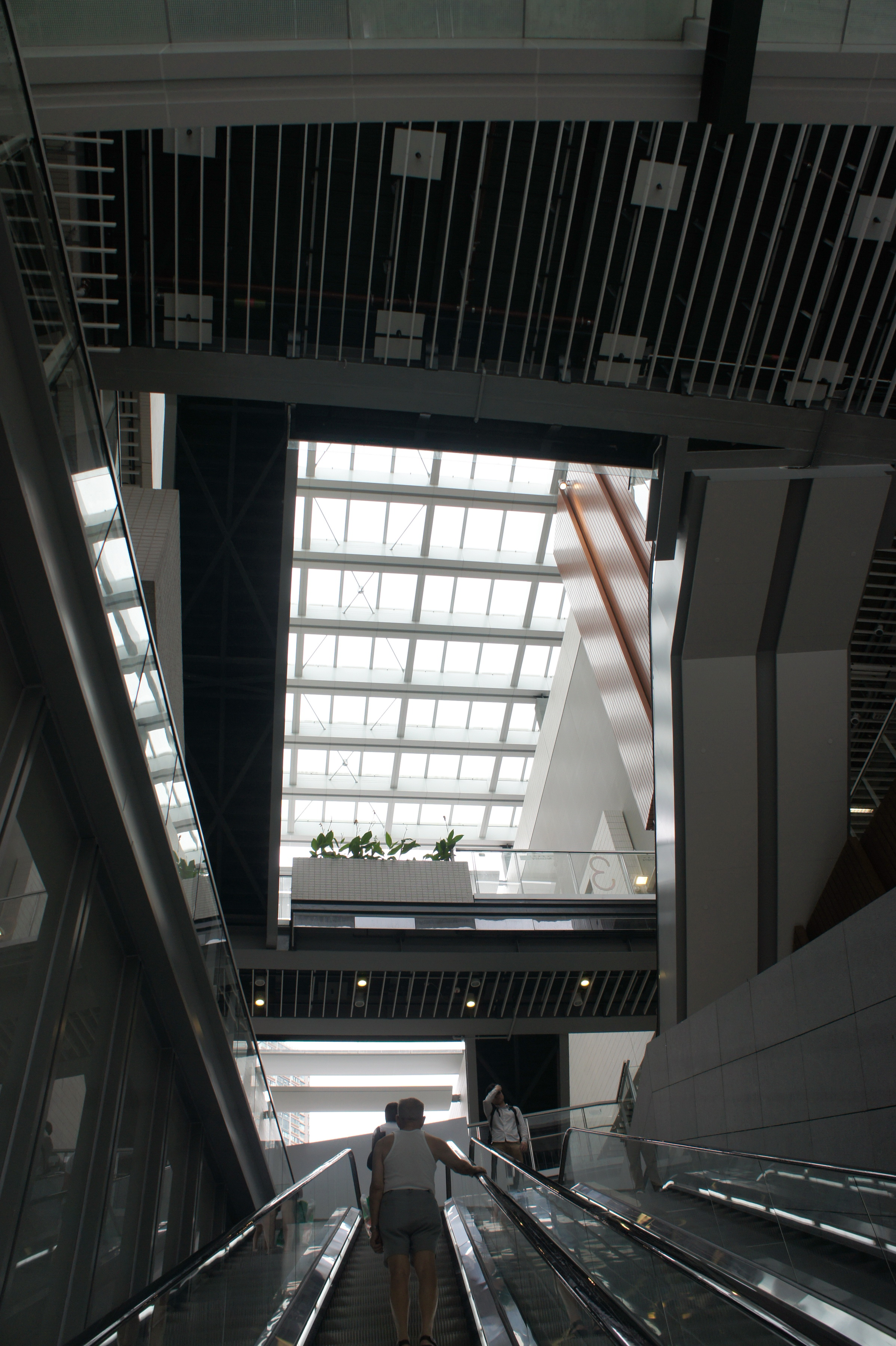
從地面向望小西灣綜合大樓中庭的自然採光天花
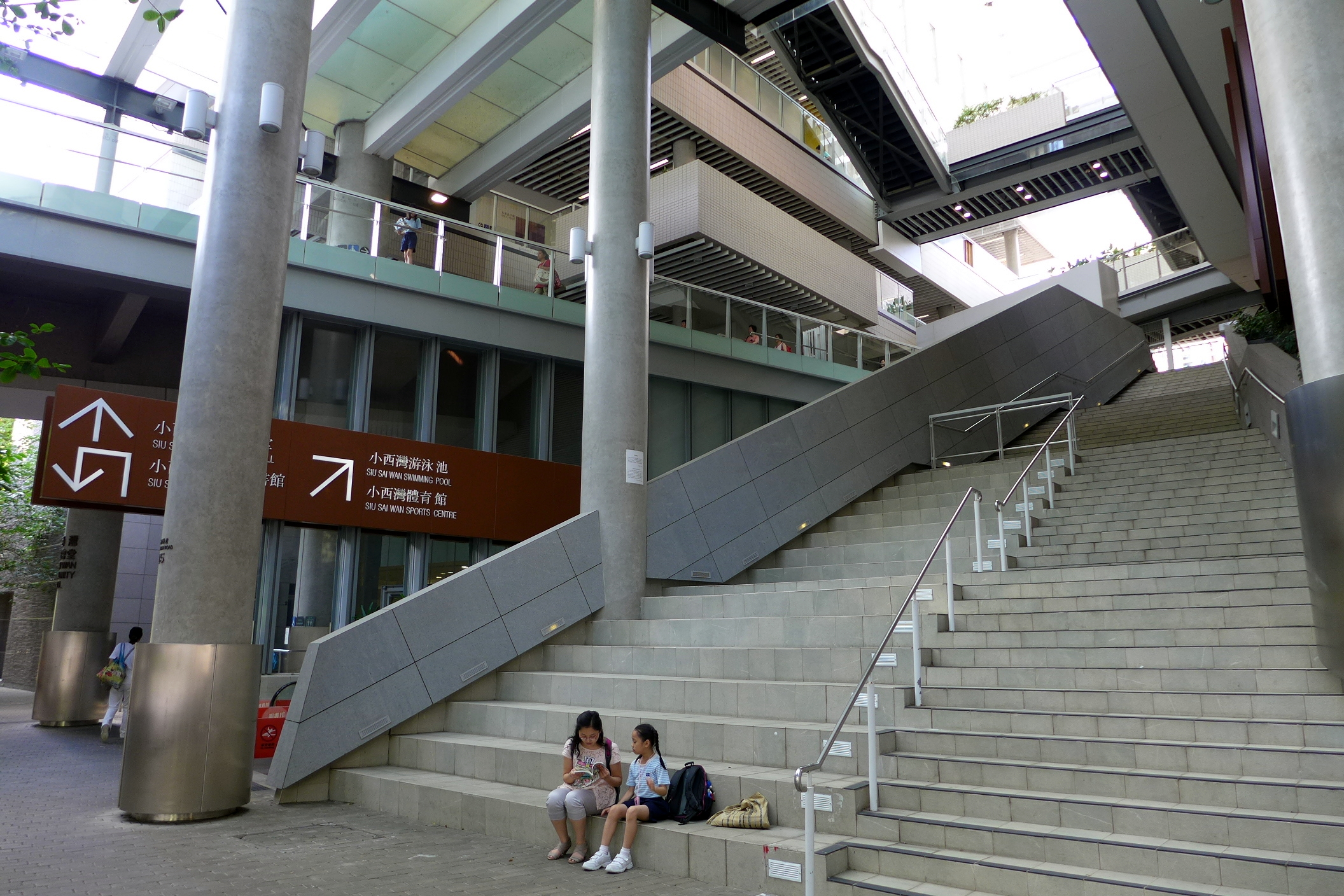
地面入口
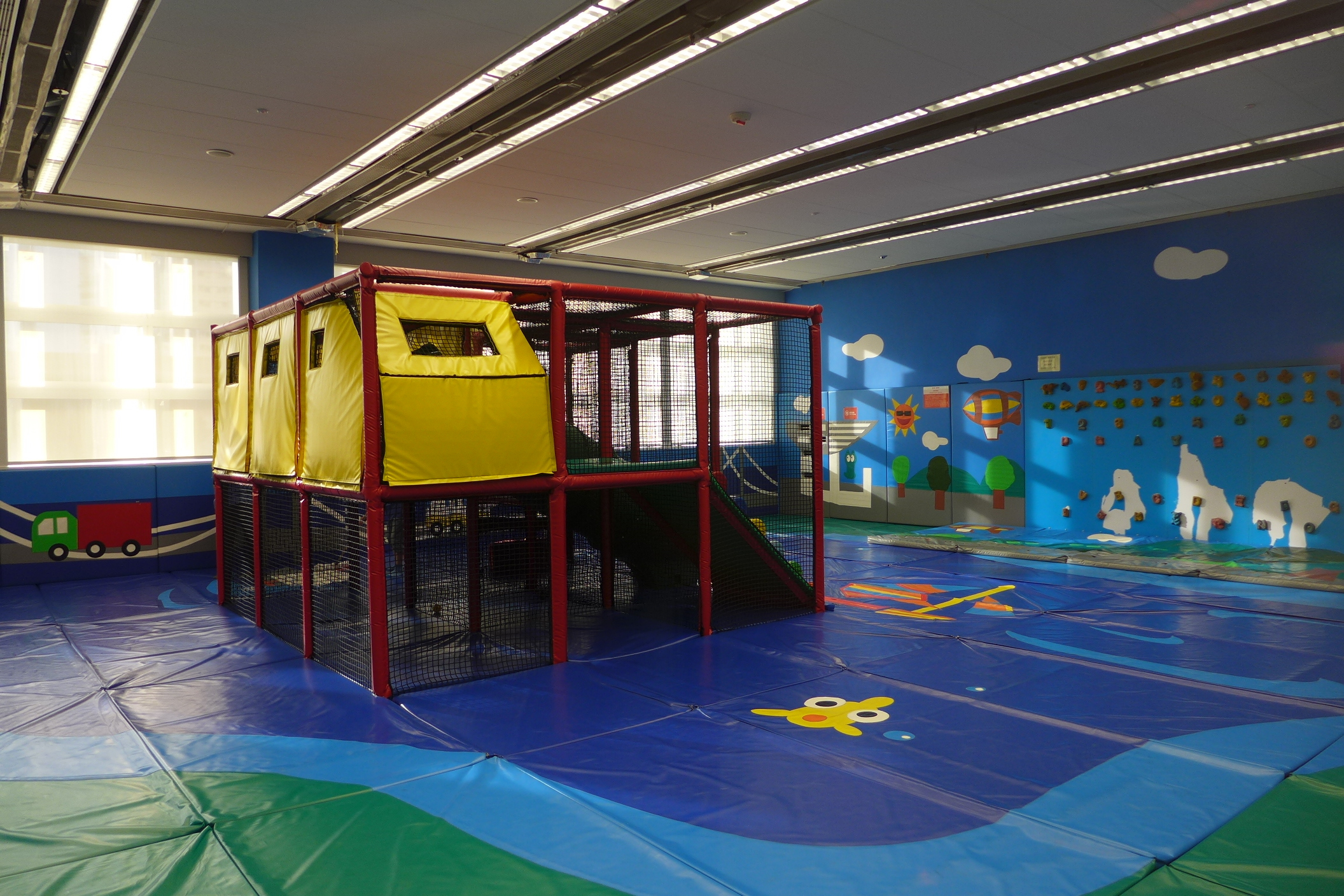
小西灣綜合大樓內兒童遊樂室
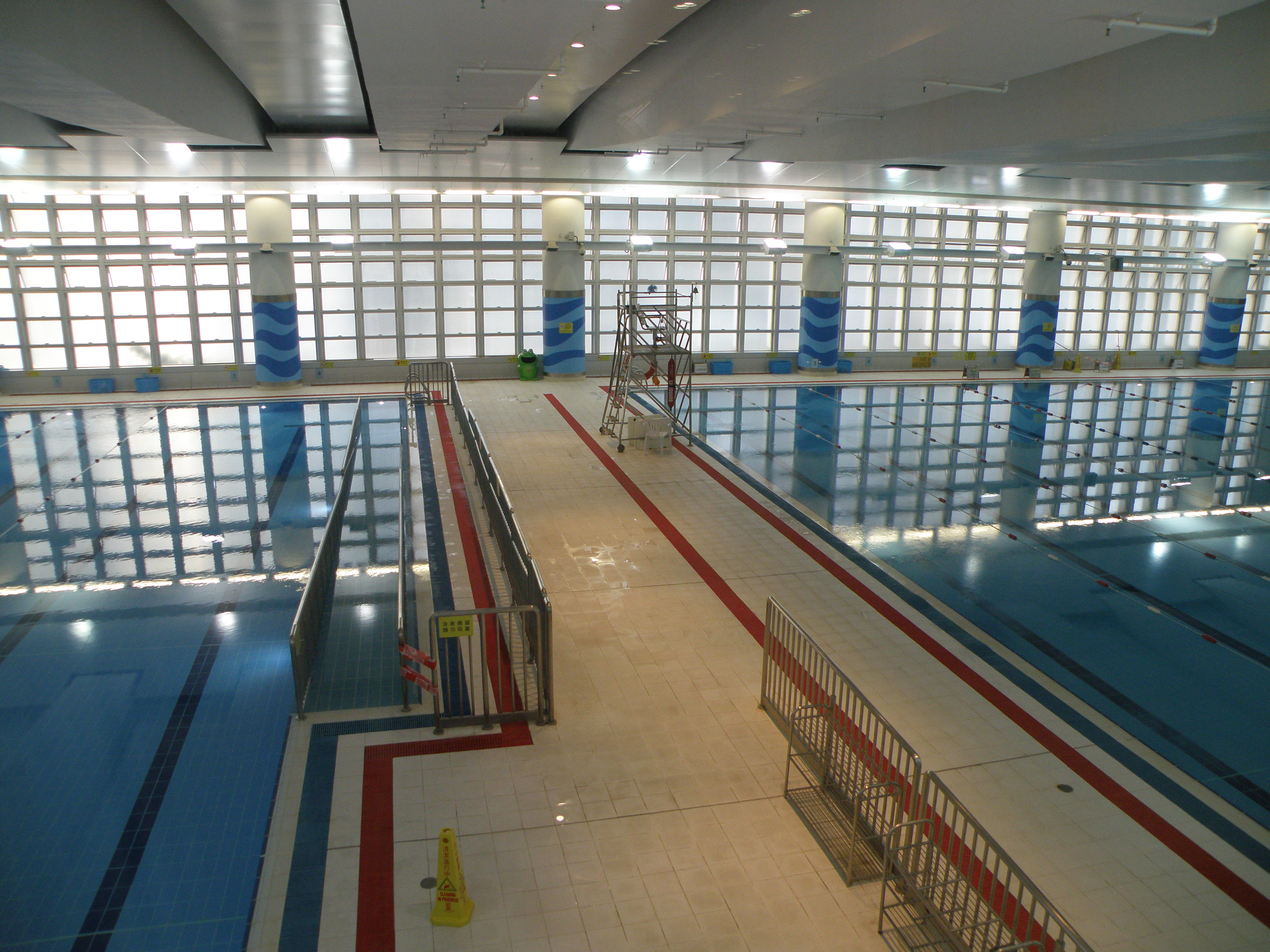
小西灣游泳池
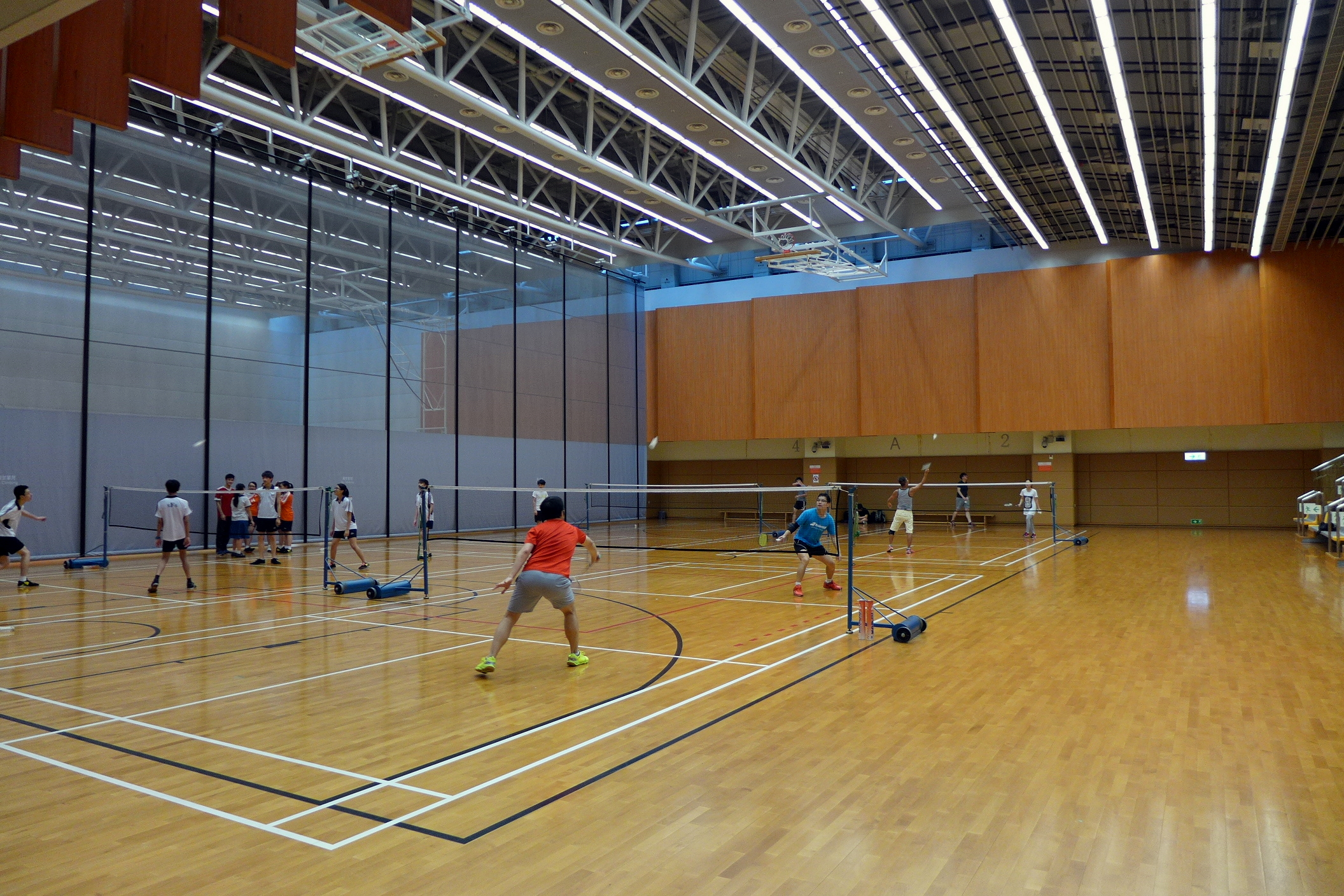
小西灣體育館內的多用途主場

## 獎項
小西灣綜合大樓獲得香港建築師學會2010年年獎境內優異獎。